# Katzenklo

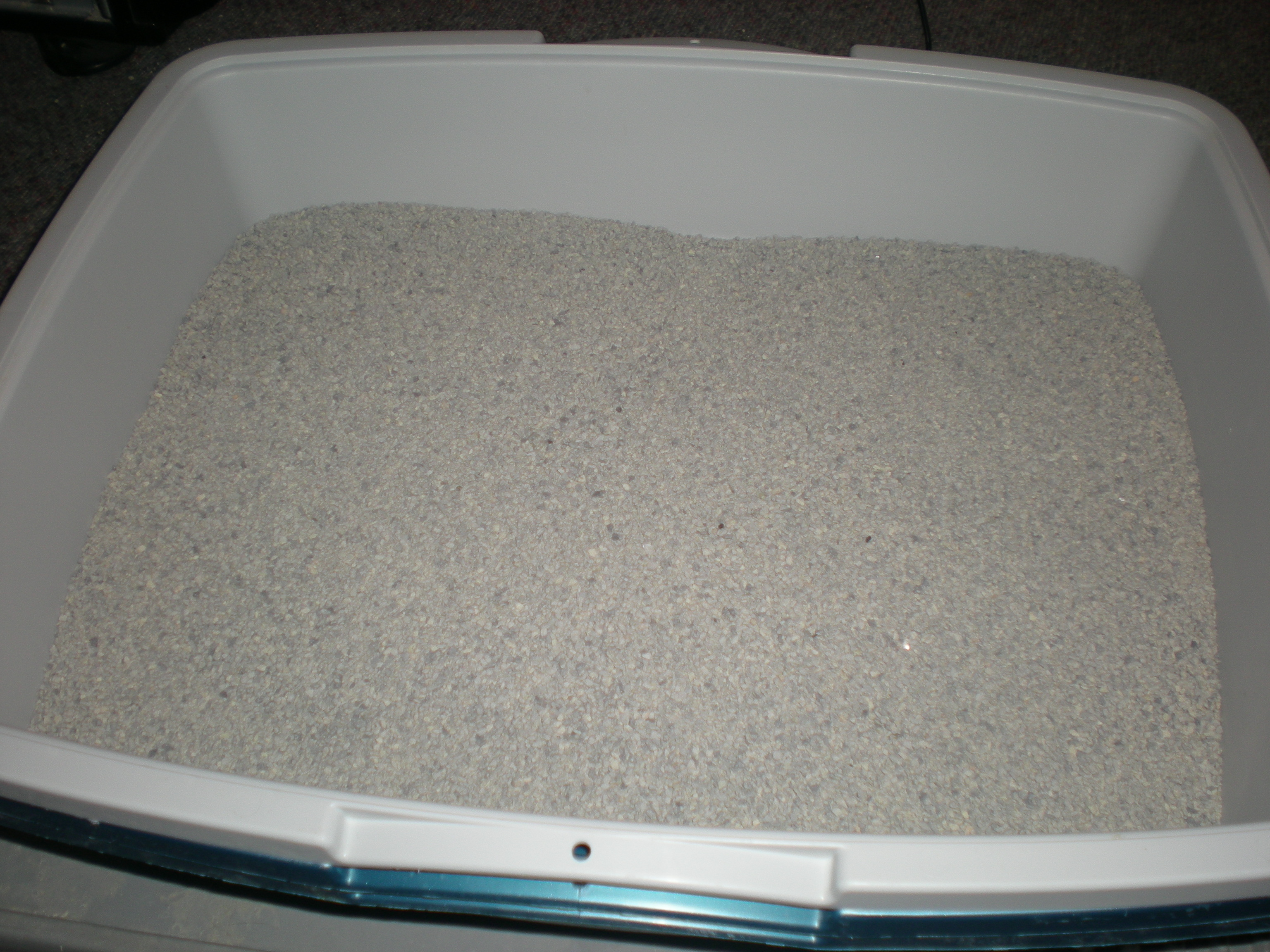
Katzenklo mit Katzenstreu

Das Katzenklo (oder Katzentoilette) ist ein zumeist aus Kunststoff gefertigtes Behältnis, in dem Hauskatzen in einer Katzenstreu (Substrat) nach Wahl ihren Urin und Kot ablegen und vergraben können.

## Beschreibung

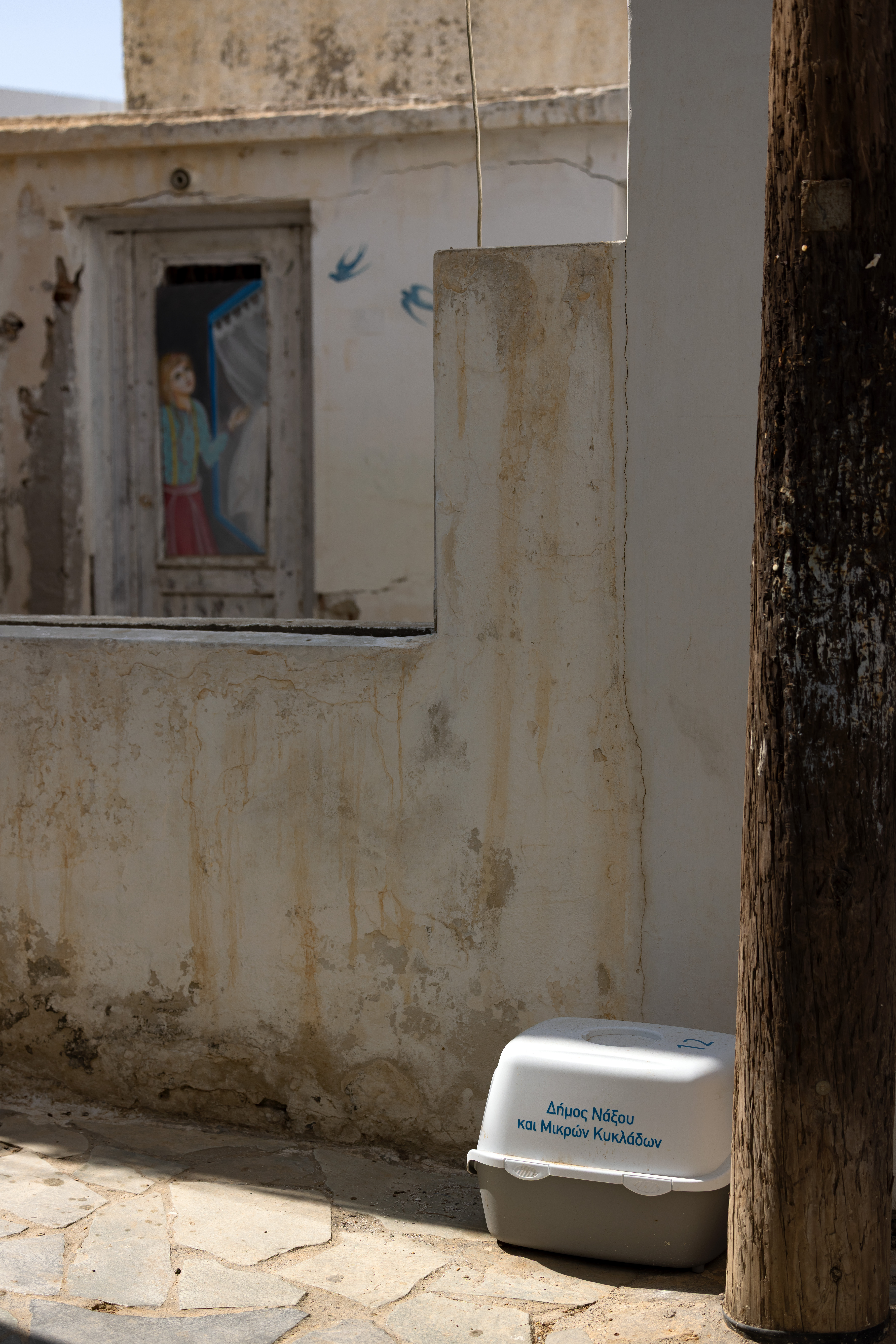
Öffentliches Katzenklo für frei lebende Katzen in Naxos

Die Katzentoilette gehört zur Grundausstattung vieler Katzenbesitzer und ist insbesondere für Wohnungskatzen unverzichtbar. Sie wird aber sowohl von Katzen genutzt, die ausschließlich in der Wohnung leben, als auch bisweilen von Freigänger-Katzen, die sich nur gelegentlich in der Wohnung aufhalten.
Das Katzenklo gefüllt mit Katzenstreu kommt der Katze entgegen, ihre Exkremente zu verscharren und sie so Artgenossen und Feinden gegenüber zu verbergen. Einmal angenommene Stellen für das Absetzen von Kot und Urin werden im besten Fall dauerhaft aufgesucht, womit das Tier stubenrein werden kann. Eine Katze benutzt das Katzenklo bereits ab der dritten Lebenswoche, wenn sie von ihrer Mutter hingeführt wird. Stubenreinheit ist nach etwa acht Wochen gegeben.
Katzentoiletten bestehen üblicherweise aus einer Kunststoffwanne, in die Streu eingefüllt wird. Modelle mit einer abnehmbaren Kunststoffhaube und einer Schwingtür sind ebenfalls im Angebot. Die Abdeckung soll Geruchsentwicklungen und hinausgeworfener Streu beim Verscharren entgegenwirken, wird jedoch nicht von allen Katzen akzeptiert.
Die Pflege und Reinigung der Katzentoilette richtet sich im Wesentlichen nach der verwendeten Streu.

## Katzenstreu

### Geschichte

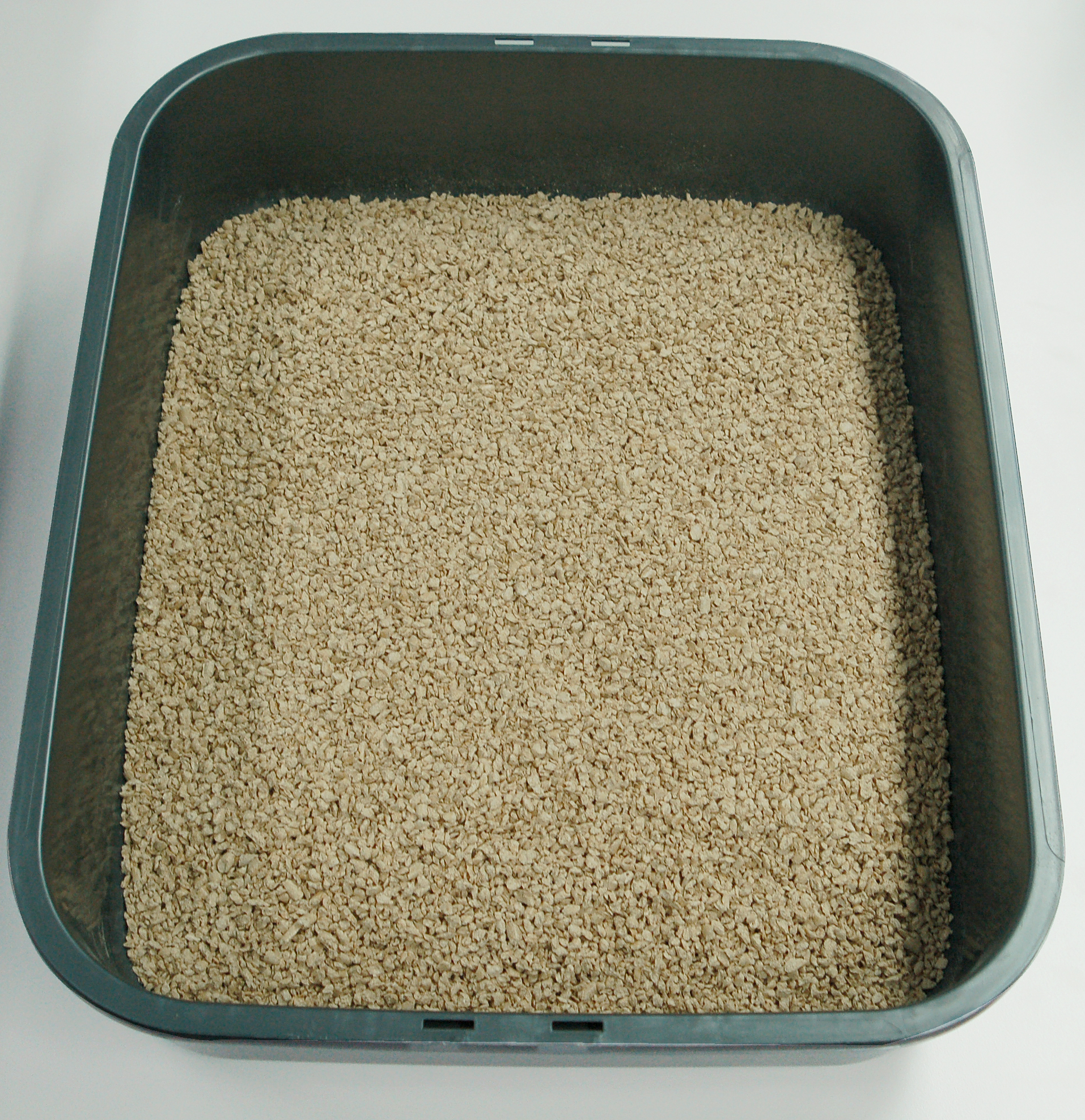
Eine gängige Katzentoilette gefüllt mit pflanzlicher Klumpstreu

Die Erfindung moderner Katzenstreu wird dem US-Amerikaner Edward (Ed) Lowe zugeschrieben, der 1947 einer Nachbarin einen Sack Fullers’s Earth als Ersatz für die damals übliche Sand-, Sägespäne- oder Aschefüllung gab. Fuller’s Earth besteht üblicherweise aus Palygorskit (Attapulgit) oder Bentonit, wie auch viele heutige konventionelle und Klumpstreusorten.

### Materialien

#### Konventionelle mineralische Streu (nicht klumpend)
Konventionelle Streu besteht wie die Variante von Edward Lowe aus Tonmineralen, üblicherweise aus Zeolithen, Diatomit und Sepiolith. Sie zeichnen sich durch eine höhere Aufnahmefähigkeit von Wasser aus im Vergleich zu dem ursprünglich oft verwendeten Sand. Durch die Formung in Körner oder Kügelchen werden Anhaftungen an den Pfoten der Katze reduziert und das Verteilen der Streu im Haushalt reduziert. Konventionelle nicht-klumpende Streu bindet Gerüche nur mäßig und erfordert einen häufigen Wechsel der gesamten Streu. Sie ist aus diesem Grunde heute kaum noch verbreitet.

#### Mineralische Klumpstreu
In den frühen 1980er Jahren entdeckte der Biochemiker (und Katzenbesitzer) Thomas Nelson, dass Katzenstreu unter Verwendung von Bentonit (Tonmineralien) eine entscheidende Verbesserung mit sich brachte: Dieses Material verklumpt bei Kontakt mit Flüssigkeiten zu einer lehmig-festen Konsistenz, so dass Urin gebunden und der entstehende Klumpen aus der Katzentoilette entnommen werden kann. Da auf diese Weise die verunreinigte Streu weitgehend gezielt entfernt werden kann, ist ein Wechsel der gesamten Streu seltener notwendig, üblicherweise alle 2–6 Wochen. Mineralische Klumpstreu ist heute eine der verbreitetsten Streuarten für Katzentoiletten. Mineralische Klumpstreu enthält üblicherweise auch Siliziumverbindungen wie Quarz bzw. Kieselgur, was zu Verwechselungen mit Silica-Streu (auch Silicagel-Streu) führt.

#### Silikagel-Streu / Silica Crystal-Streu
Darüber hinaus gibt es Streu-Produkte auf Basis von Kieselgel (auch als Silikagel bezeichnet). Die Kügelchen besitzen eine Vielzahl feiner Poren, so dass Flüssigkeiten gut aufgenommen werden können. Während die geruchsintensiven Stoffe des Katzenurins, insbes. Ammonium-Ionen, in der Streu gebunden bleiben, kann das enthaltene Wasser langsam wieder verdunsten, so dass die Katzentoilette über einen längeren Zeitraum trocken und geruchlich beanstandungsfrei bleiben kann. Mit einer Schaufel entnommen werden müssen daher nur Kotabsetzungen, während Wasser nicht zu einer Klumpenbildung führt.
Die Streu ist vergleichsweise leicht. Insbesondere bei langhaarigen Katzen kann sie deshalb im Fell hängenbleiben und wird leichter verteilt. Silicagel raschelt stark, was manche Katzen schreckt.

#### Moderne organische Streu
Katzenstreus aus organischen Materialien wie Holz, Stroh oder Getreide (insbesondere Mais) sind biologisch abbaubar. Katzenstreu aus Holzfasern oder Holzpellets, die bei Aufnahme von Feuchtigkeit aufquellen und zerbröseln, zeichnen sich im Gegensatz zu mineralischen Streus durch ihre geringere Staubentwicklung aus. Die sogenannten Fibrillen der pflanzlichen Fasern binden dabei die Flüssigkeit.

#### Zusatzstoffe, Umwelt- und Gesundheitsaspekte
Einige Hersteller setzen zur effektiveren Geruchsbindung bzw. Neutralisierung unangenehmer Gerüche auf die Zugabe von Duftstoffen.
Die Rohstoffe für mineralische Streu werden häufig im Tagebau gefördert, was aus ökologischer Sicht kritisiert wird.
Konventionelle mineralische Streu und mineralische Klumpstreu (z. B. Tonmineral Bentonit) entwickelt beim Umgang feinen Staub, der von Mensch und Tier eingeatmet werden kann. Eine krebserregende und asthmafördernde Wirkung (Felines Asthma) kann nicht ausgeschlossen werden.

### Entsorgung
Grundsätzlich ist verunreinigte Streu, d. h. mit Kotanhaftungen oder Urin, über den Hausmüll zu entsorgen.
Bereits gebrauchte pflanzliche Streureste lassen sich kompostieren, wobei jedoch in Gartenkompostern die für die Abtötung von etwaigen Krankheitserregern (insbesondere Toxoplasmose) notwendigen Temperaturen nicht erreicht werden und bei übermäßiger Verwendung Überdüngung der Böden eintreten kann. Die Entsorgung solcher Reste über die Biotonne ist überwiegend nicht erlaubt.
Mineralische Streu muss, ebenso wie pflanzliche Streu, wenn deren Entsorgung über den Biomüll (wie meistens) nicht zulässig ist, mit dem Restmüll entsorgt werden, wobei organische Streu in der Kehrichtverbrennungsanlage fast vollständig verbrennt, während bei mineralischem Katzenstreu und Streu aus Silikat ein unverbrennbarer Rest als Schlacke zurückbleibt. In der Schweiz wird dieser Anteil einer Studie zufolge auf rund 10 Prozent geschätzt.
Eine Entsorgung über die Kanalisation ist in manchen Ländern nicht zulässig, da sie zumindest bei mineralischer Klumpstreu zu Anhaftungen in den Rohrleitungen und langfristig zur Verstopfung der Abflussrohre führen könnte.

## Trivia
Das Katzenklo wird in dem 1993 veröffentlichten Lied Katzeklo von Helge Schneider humorvoll thematisiert. Das Lied wurde im deutschsprachigen Raum sehr bekannt, gelangte in die Charts und erhielt einen Echo-Award.